# Cruach Ardrain
Cruach Ardrain är en dal i Storbritannien.   Den ligger i kommunen Stirling och riksdelen Skottland, i den nordvästra delen av landet, 600 km nordväst om huvudstaden London.